# Skithund Records
Skithund Records är en oberoende skivetikett från Vasa, Finland, som specialiserat sig på alternativ rock, punk och industrial. Till etikettens artister hör bland andra Brian's Pipe, And Then You Die (ATYD), Bohemian Drunkness, Jåhniz Lindvall och Oppsprätta' Schakaler. 